# Pomniki w Gorzowie Wielkopolskim
W Gorzowie Wielkopolskim znajduje się kilkadziesiąt pomników, obelisków, rzeźb ustawianych z różnych okazji i w różnym czasookresie. Najczęściej pomniki te przedstawiają i przypominają postać historyczną, lub zdarzenie historyczne. Część z nich poświęcona jest regionalnym postaciom, część nie ma oficjalnej nazwy. Jednak wszystkie one wpływają na znaczną poprawę estetyki miasta, a przy tym pamięć o osobach lub zdarzeniach przedstawionych na nich jest wciąż żywa.

## Pomniki

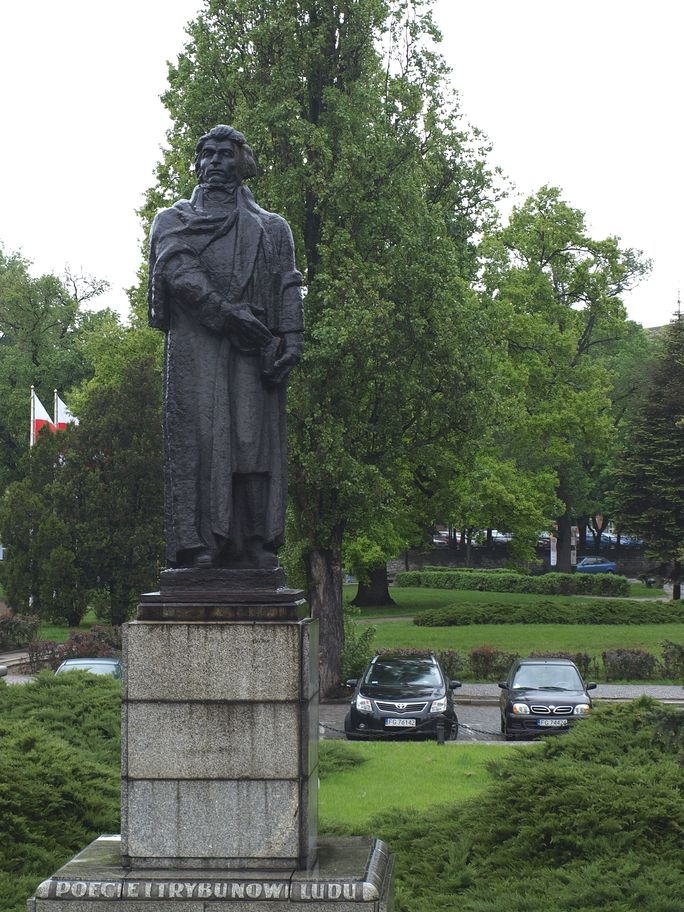
Pomnik Adama Mickiewicza (proj. J. Gosławski)

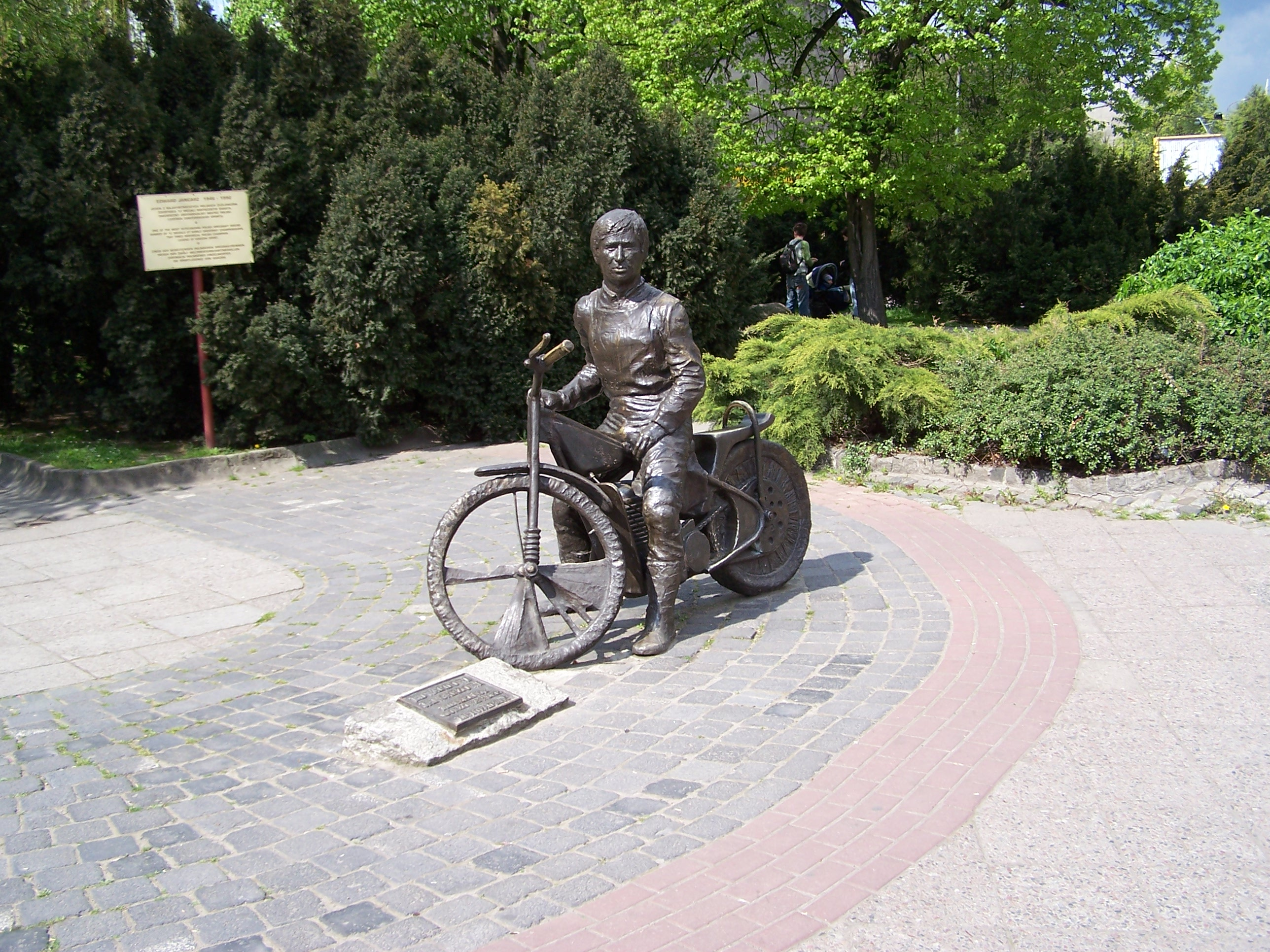
Pomnik Edwarda Jancarza

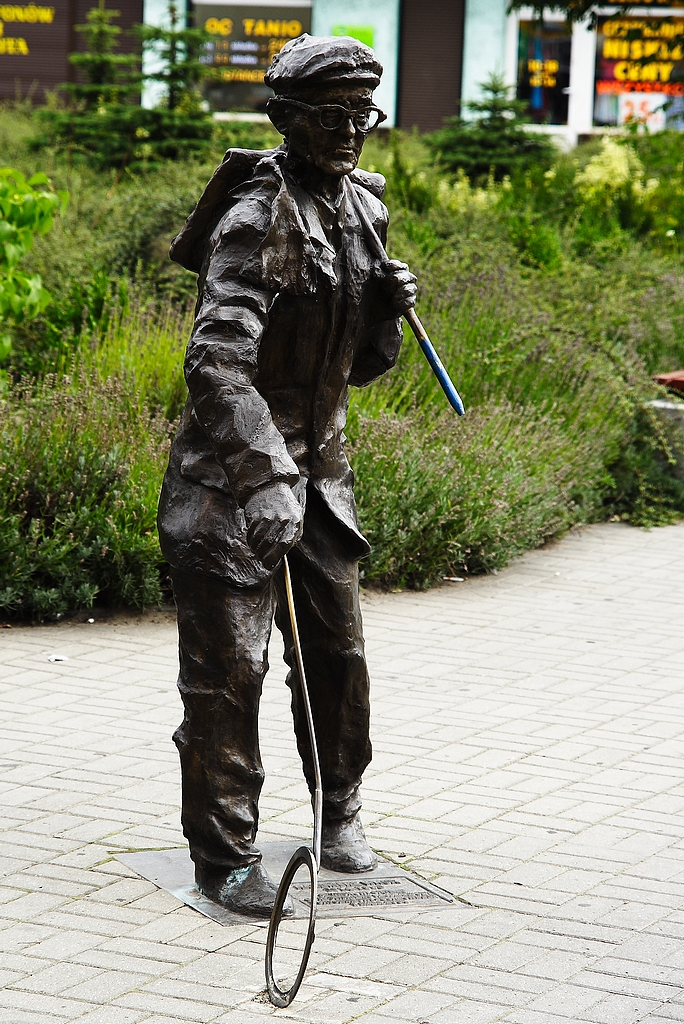
Pomnik Szymona Giętego

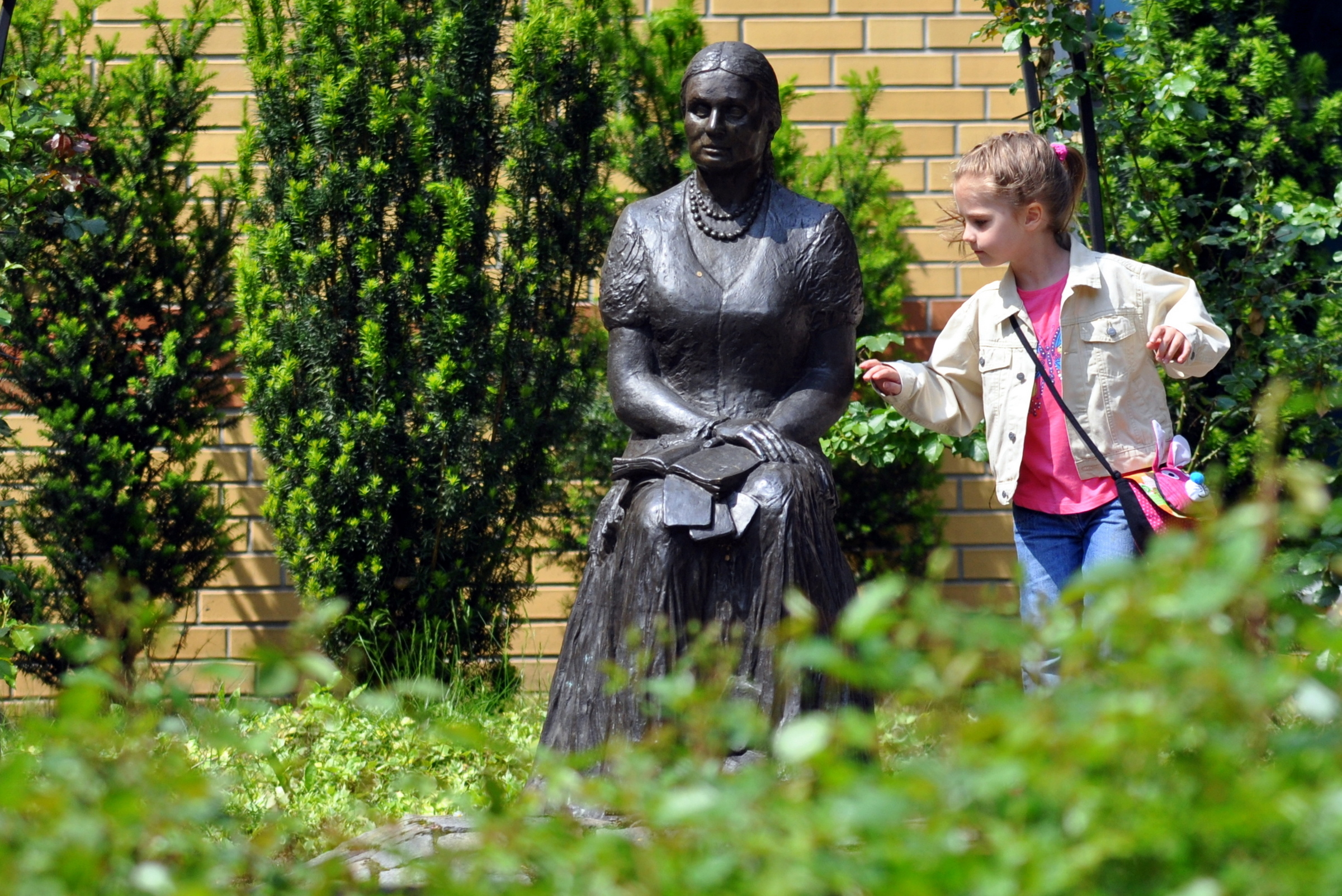
Pomnik Papuszy w Parku Róż

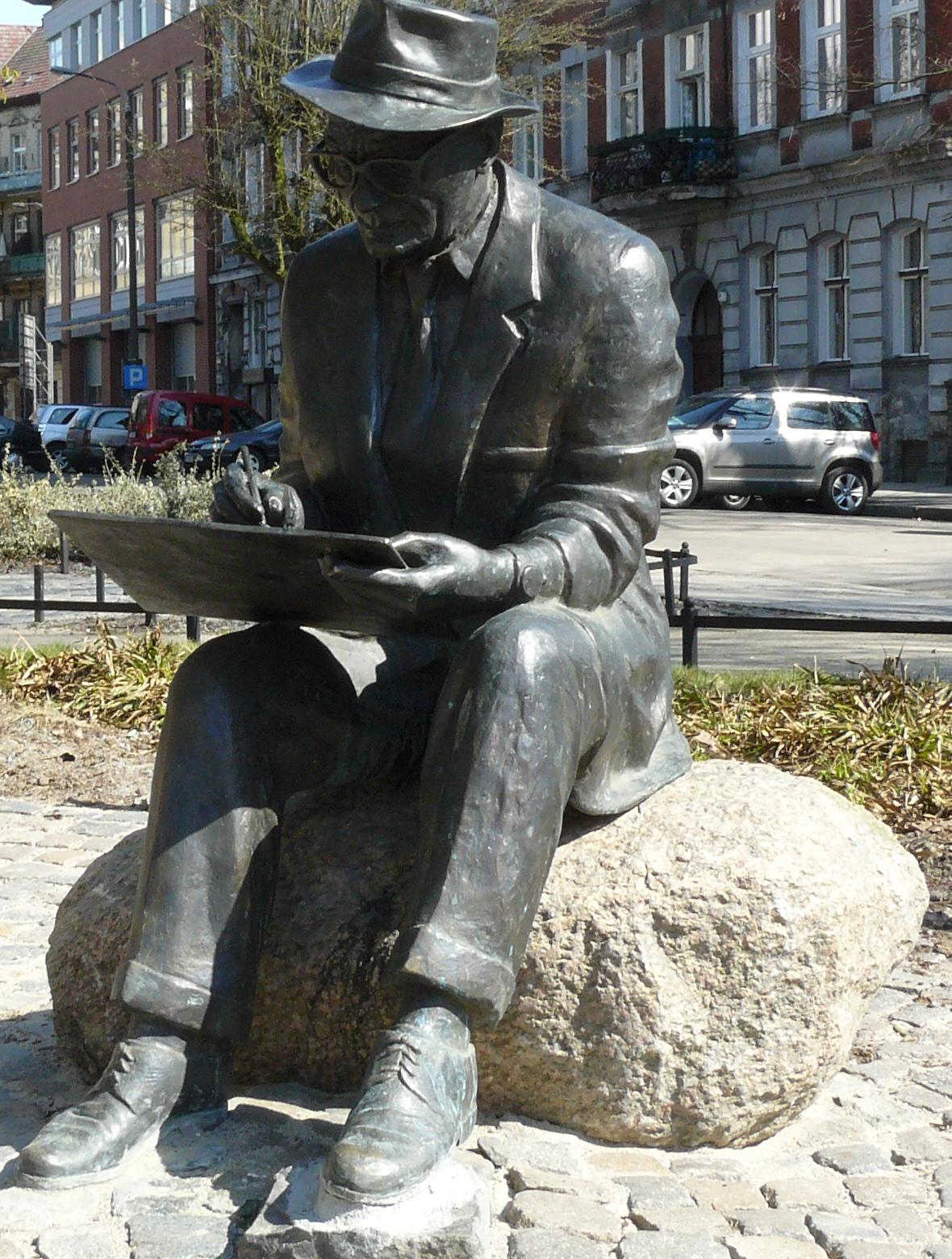
Pomnik Jana Korcza

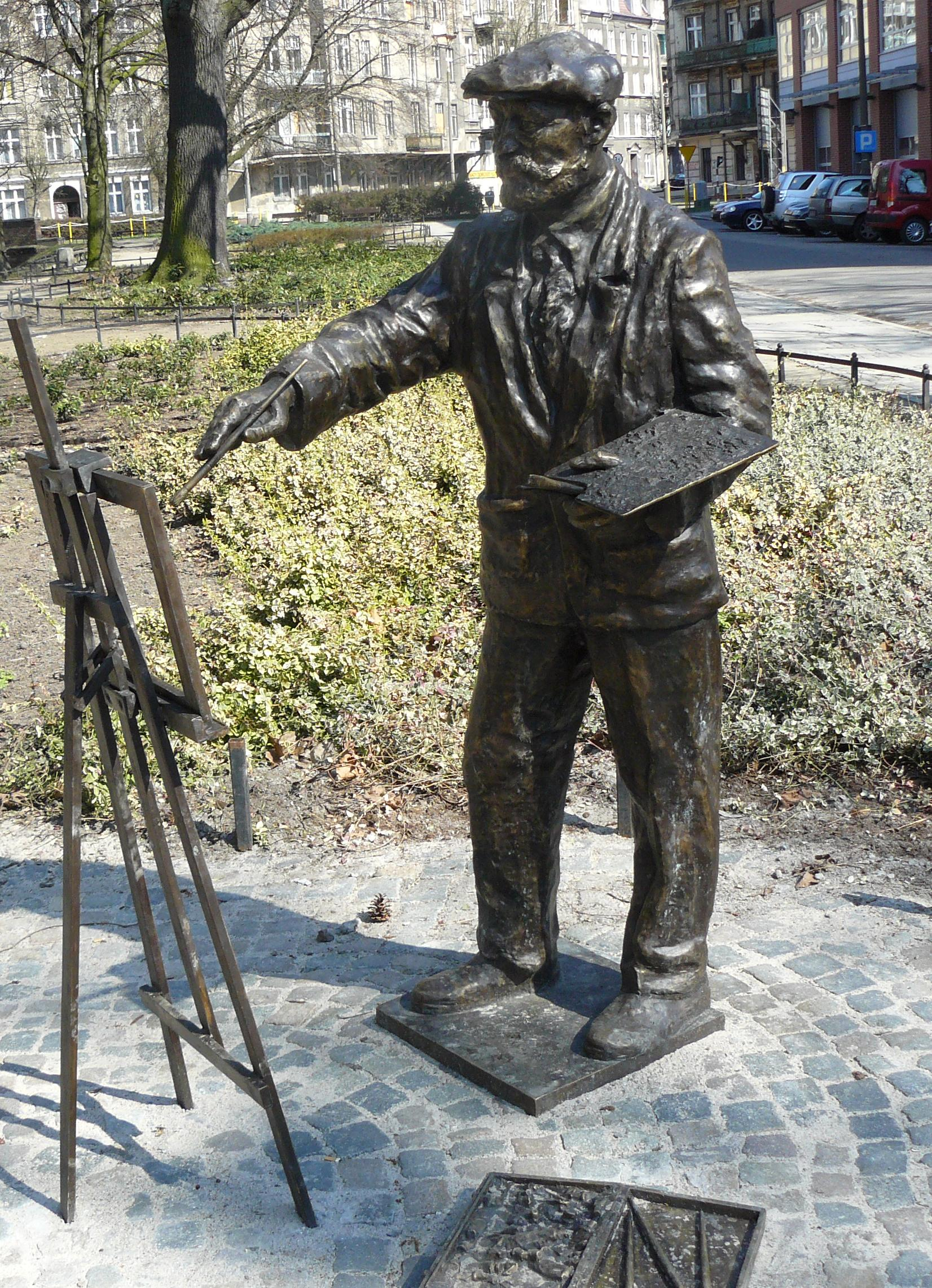
Pomnik Ernsta Henselera

### Pomnik Marszałka Józefa Piłsudskiego
Pomnik Marszałka Józefa Piłsudskiego został odsłonięty podczas uroczystości patriotycznych 11 listopada 2008 roku.

### Pomnik Adama Mickiewicza
Pomnik ten znajduje się w centrum miasta, nieopodal dworca kolejowego Gorzów Wlkp. i dworca autobusowego. Stoi on na niewielkim skwerze niemal naprzeciw Domu Towarowego „Rolnik”. Jego autorem jest znany rzeźbiarz i medalier Józef Gosławski. Pomnik został wzniesiony w 1957 roku.

### Pomnik Jana Pawła II
Pomnik ten, odsłonięty w 1999 r. stoi na placu Jana Pawła II, który mieści się na gorzowskiej dzielnicy Górczyn. Prezentuje on postać Papieża z otwartymi rękami a napis głosi: „Nie bójcie się dawać świadectwa, nie lękajcie się świętości”. Pomnik stoi w miejscu odprawienia mszy polowej w roku pielgrzymki Papieża Jana Pawła II do ojczyzny, i jego pobytu w Gorzowie. Pomnik jest oświetlony nocą. Upamiętnia wizytę Ojca Świętego Jana Pawła II w Gorzowie Wlkp.

### Pomnik Wilhelma Pluty
Pomnik biskupa gorzowskiego Wilhelma Pluty.

### PomnikEdwarda Jancarza
Pomnik ukazuje Edwarda Jancarza - żużlowca Stali Gorzów. Jancarz jest pierwszym żużlowcem na świecie, któremu postawiono pomnik. Uroczyste odsłonięcie nastąpiło w grudniu 2005 roku. Pomnik w całości wykonany został z brązu.

### PomnikSzymona Giętego
Rzeźba ukazuje postać Szymona Giętego, (właśc. Kazimierz Wnuk ur. 1914, zm. 1998). Pomnik odsłonięty 01.05.2004 roku na ul. Sikorskiego 111.

### Pomnik Pawła Zacharka
Rzeźba autorstwa Zofii Bilińskiej uwieczniająca przewoźnika, który przez 20 lat woził mieszkańców miasta między brzegami rzeki została ustawiona na nadwarciańskim bulwarze.

### Pomnik Jana Korcza
Na malowniczym skwerze u zbiegu ul. Łokietka i Chrobrego w styczniu 2010 r. usytuowano pomnik Jana Korcza. Postać siedząca na kamieniu ze szkicownikiem w ręku jest dziełem Zofii Bilińskiej.

### Pomnik Ernsta Henselera
Rzeźba przedstawiająca malarza przy sztaludze jest dziełem Andrzeja Moskaluka, usytuowano ją u zbiegu ul. Łokietka i Chrobrego w styczniu 2010 r.

### Pomnik Pierwszych Gorzowian
Pomnik ten ustawiony jest w Parku im. Mikołaja Kopernika, niedaleko kapliczki ewangelicko-augsburskiej. Wykonany jest w kształcie płaskiego kamienia ustawionego pionowo z tablicą na której widnieje napis: „Pamięci mieszkańców naszego miasta pochowanych na tym cmentarzu w latach 1831–1945”. Napis jest umieszczony również w języku niemieckim. Został ustawiony przez Zarząd Miasta i Stowarzyszenie BAG Landsberg/Warthe w 1993 r.

### Pomnik Parku Mikołaja Kopernika
U wejścia do parku znajduje się niewielka tablica-pomnik upamiętniająca zagospodarowanie tegoż parku. Została ustawiona przez Miasto we współpracy z załogą Stilonu w czerwcu 1973 r. Na tablicy widnieje napis: „Park im. Mikołaja Kopernika zagospodarowany w czynie społecznym przez załogę ZWCh Stilon”.

### Pomnik Braterstwa Broni
(Pomnik znajduje się na Placu Grunwaldzkim obok Dzwonu Zgody.)

### Pomnik II Armii Wojska Polskiego
Pomnik ten mieści się w starej, zabytkowej części Gorzowa na Placu Nieznanego Żołnierza. Pomnik o kształcie przypominającym orła upamiętnia II Armię Wojska Polskiego pod dowództwem generała Karola Świerczewskiego. Pomnik został postawiony w 35 rocznicę Ludowego Wojska Polskiego w 1978 r. Jego autorem jest rzeźbiarz Jerzy Koczewski. Pomnik wykonany z białego sztucznego kamienia przedstawia dwie dłonie wznoszące ku górze polskiego, piastowskiego orła. Napis na pomniku głosi: „Żołnierzom 5 dywizji piechoty II Armii Wojska Polskiego z okazji 35 rocznicy LWP - społeczeństwo Gorzowa”.

### Pomnik Pionierów Kolejnictwa
Pomnik ten stoi w bezpośrednim sąsiedztwie dworca kolejowego Gorzów Wlkp. Główny, na ul. Dworcowej. Zbudowany jest z dwóch smukłych, betonowych, wygiętych u góry części połączonych na górze znakiem kolejnictwa. Na środku znajduje się tablica na której napis głosi: „Kolejarzom Pionierom Miasta Gorzowa Wlkp. w 40. rocznicę powrotu Ziem Zachodnich do Macierzy Załoga Węzła PKP”. Pomnik ten został ustawiony w tym miejscu w kwietniu 1985 r.

### Pomnik Bohaterów Wojennych
(tekst do opracowania)

### PomnikBronisławy Wajs-Papuszy
Pomnik Bronisławy Wajs zwanej Papuszą, ukazuje poetkę siedzącą na pniu drzewa trzymającą książkę, z której wypadają kartki. Rzeźba autorstwa Zofii Bilińskiej została odsłonięta 8 listopada 2007 r. w Parku Róż, nieopodal gmachu Wojewódzkiej i Miejskiej Biblioteki Publicznej im. Zbigniewa Herberta. W parku tym poetka chętnie się przechadzała.

### Herb Miasta
Naprzeciw Urzędu Miasta, przy ul. Sikorskiego znajduje się kamienny herb miasta. Ustawiony jest on na kamiennym cokoliku i uniesiony lekko ku górze. Został tam ustawiony 6 października 1994 r. Do 1945 r. zdobił on środkowe przęsło Mostu im. Otto Gerloffa, nadburmistrza Landsbergu. Herb otaczają niewielkie rabatki. Jest on efektownie podświetlony nocą.

## Obeliski

### Obelisk Ireny Dowgielewiczowej
Obelisk ten ustawiono w dziesiąta rocznicę śmierci tej gorzowskiej poetki a więc w 1997 r., na skwerze przy ul. Dąbrowskiego, nieopodal ul. Krasińskiego. Wykonany jest on z kamienia i brązu a autorem tegoż pomnika jest znana gorzowska rzeźbiarka Zofia Bilińska. Napis na tablicy głosi: „Irena Dowgielewicz pisarka mieszkała i tworzyła w Gorzowie Wielkopolskim w latach 1945–1987”, a pod tymi słowami widnieje fragment jej wiersza „Ja to miasto kocham naprawdę”. Obelisk nocą jest podświetlany.

### Obelisk Egometa Brahtza
Obelisk ten mieści się w Parku Słowiańskim na narożniku ulic Słowiańskiej i Kosynierów Gdyńskich. Egomet Brahtz był landsberskim murarzem, a w późniejszym okresie radcą miejskim i starszym radcą miejskim. Zmarł w 1918 r. Obelisk ten, zniszczony w 1945 r., został ponownie ustawiony w tym samym miejscu w 2001 r.

### Obelisk Nikołaja Bierzarina
Obelisk ten znajdował się w Parku im. Henryka Siemiradzkiego w pobliżu gorzowskiego amfiteatru. 
Został on ustawiony w styczniu 1984 r.  Obecnie obelisk już nie istnieje a w jego miejsce w parku Siemiradzkiego w Gorzowie odsłonięto w 2018 roku tablicę upamiętniającą ofiary zbrodni wołyńskiej.

### Obelisk Pierwszej Szkoły im. Marii Konopnickiej
Obelisk ten mieści się w ścisłym centrum miasta na tyłach Obszaru Telekomunikacji i Poczty Polskiej w Gorzowie, nad Kłodawką praktycznie w Parku Wiosny Ludów. Wykonany jest on z kamienia z pamiątkową tablicą na której jest umieszczony napis: „W tym miejscu stał budynek w którym 27 maja 1945 r. otwarto pierwszą polska publiczna szkołę powszechną im. Marii Konopnickiej.

### Obelisk Orląt Lwowskich
Obelisk ten stoi na niewielkim skwerze przy ul. Orląt Lwowskich. Jest on wykonany z kamienia, na którym umieszczona jest płyta pamiątkowa a na szczycie tegoż kamienia umieszczony jest biały orzeł. Pomnik został postawiony w listopadzie 1993 r., a napis na nim głosi: „W hołdzie Orlętom Lwowskim w 75 rocznicę walk o polskość Lwowa 1918–1920 Społeczeństwo Ziemi Gorzowskiej”. Pomnik ten jest oświetlony nocą.

## Tablice pamiątkowe
- Tablica Pamiątkowa Włodzimierza Korsaka
- Tablica Pamiątkowa Bronisławy Wajs-Papuszy

(tekst do opracowania)

## Rzeźby

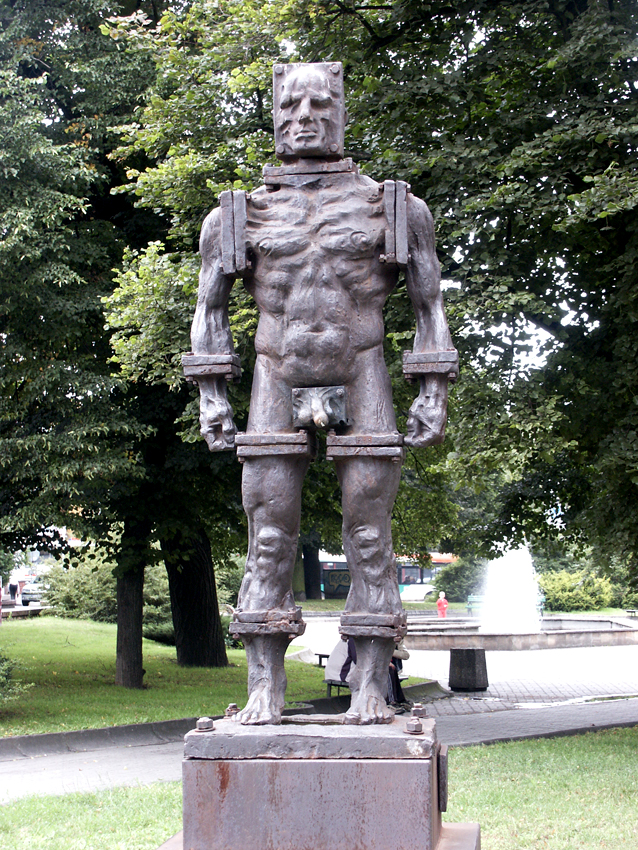
„Śfinster”

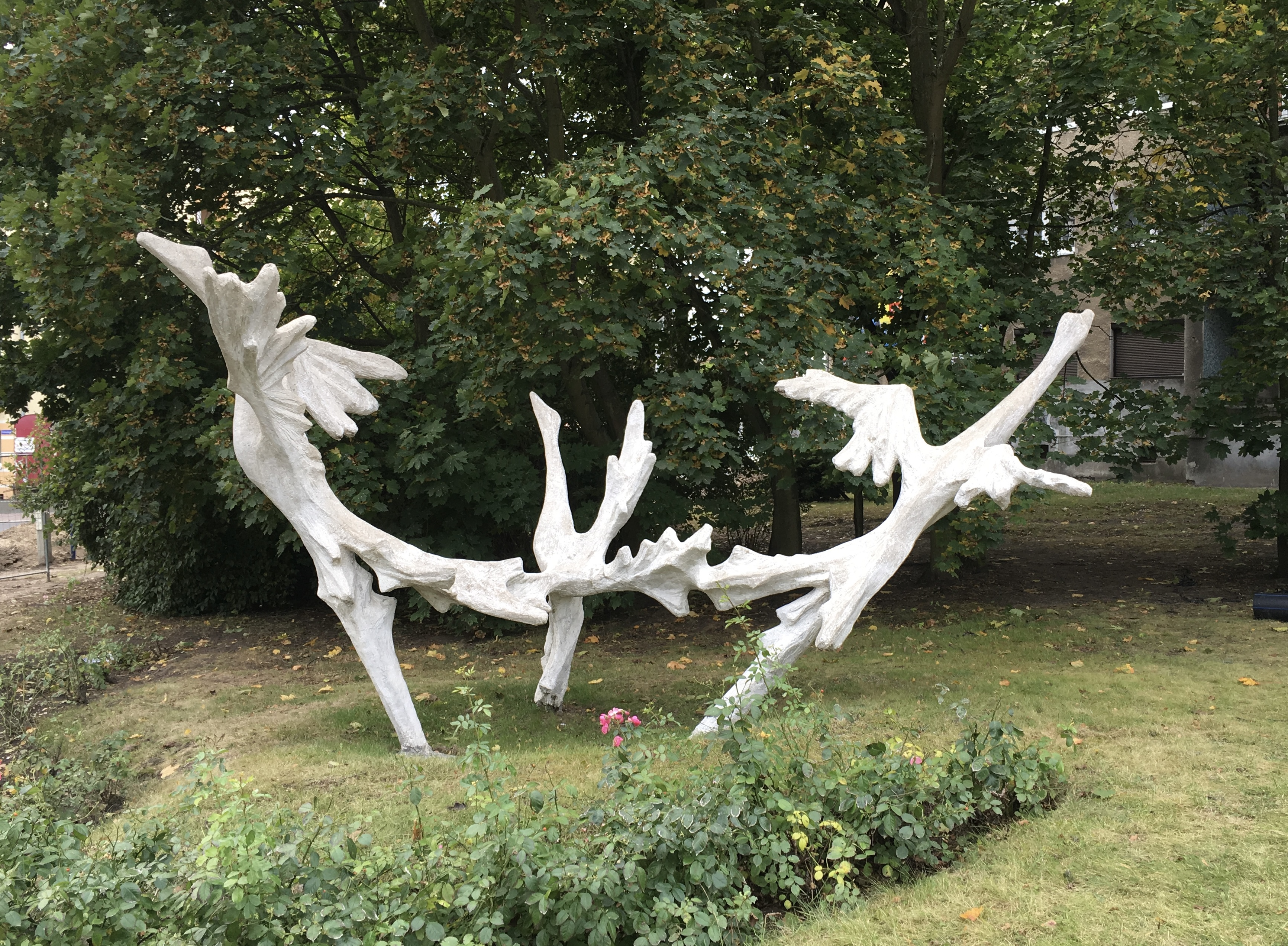
Zofia Bilińska - Kormorany

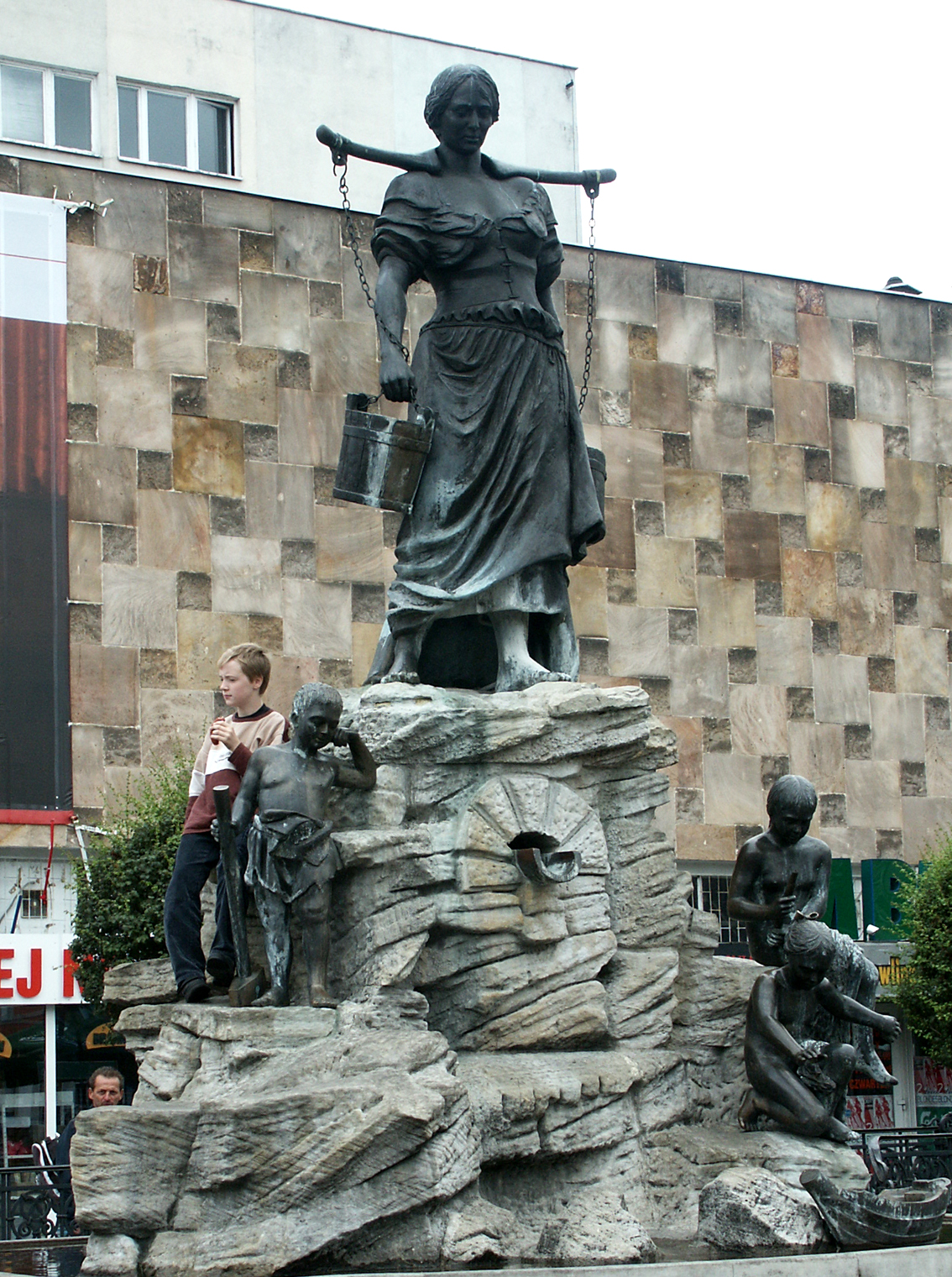
Fontanna Pauckscha

### Śfinster
Nazwa pochodzi od nazwiska fundatora żeliwnego odlewu Józefa Teofila Finstera i nawiązuje do kontrowersji, jakie wywołało jego postawienie. Dzieło Zbigniewa Frąckiewicza było początkowo częścią większego cyklu nagich żelaznych mężczyzn i nie było wystawiane inaczej niż w grupie rzeźb. Zdaniem przeciwników pomnika wystawienie samotnej rzeźby wypacza jej sens i stanowi obrazę moralności publicznej. Śfinster stał początkowo na Wełnianym Rynku, w tym czasie kilkukrotnie podejmowano próbę jego zniszczenia bądź wywiezienia. Ostatecznie, bez większych kontrowersji został przeniesiony na ul. Hawelańską, w nieeksponowane miejsce za parkingiem.

### Kormorany
Rzeźba ta, autorstwa Zofii Bilińskiej ustawiona została pod koniec lat 70. XX w. Mieści się na niewielkim skwerze na rozwidleniu ulic Warszawskiej i Sikorskiego, nieopodal tzw. Białego Kościółka czyli Kościoła Św. Stanisława Kostki. Wykonana jest ze sztucznego, białego kamienia i prezentuje ptaki próbujące poderwać się do lotu we wszystkie strony.

### Perun Gromowładny
Drewniana rzeźba znajdująca się w parku słowiańskim, autorstwa Lubomira Grochockiego. Wykonana z obumarłego pnia dębu czerwonego figura przedstawia słowiańskiego boga Peruna.

### Rzecznik prasowy (Janusz)

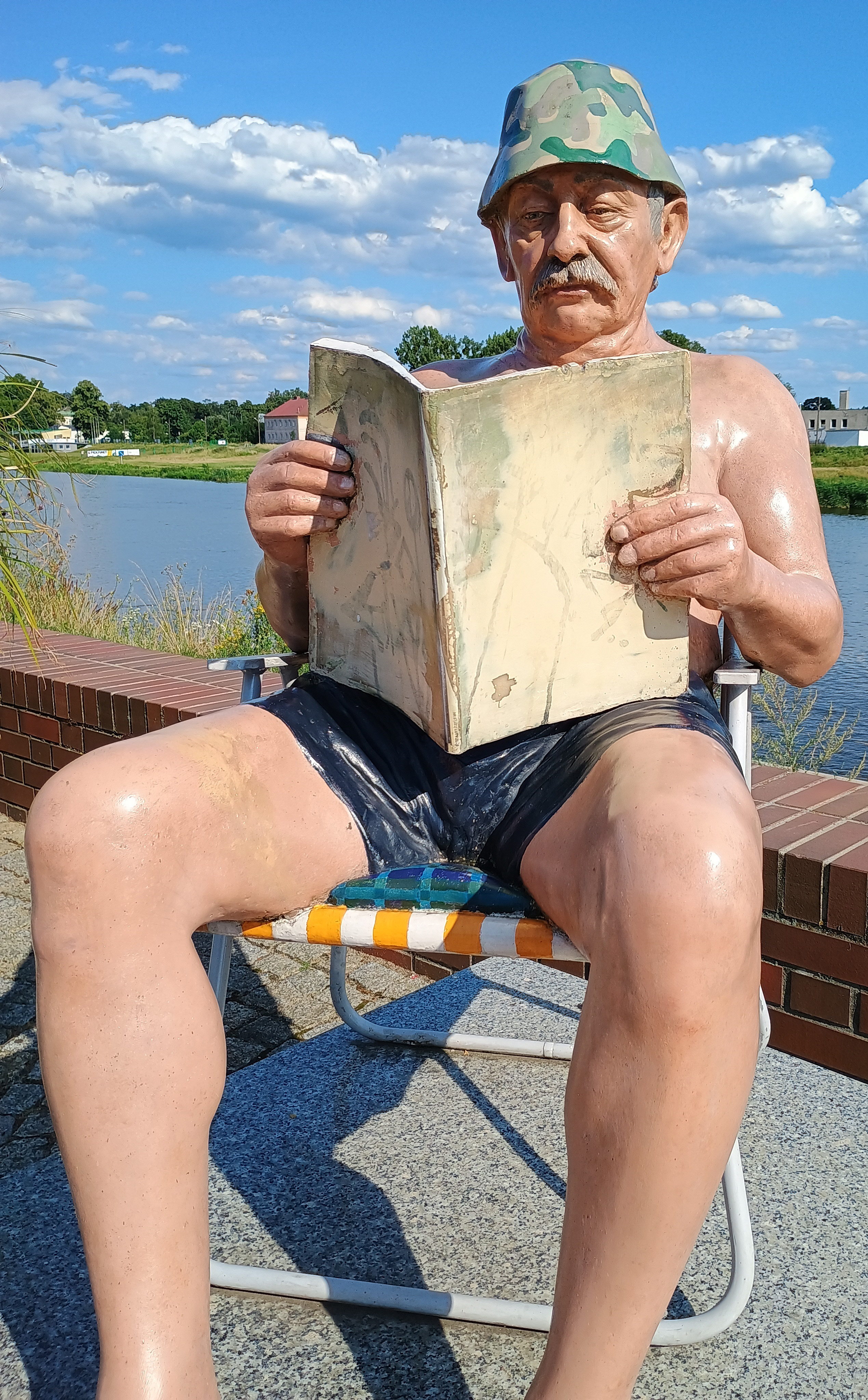
„Rzecznik prasowy”, inaczej „Janusz gorzowski”

Hiperrealistyczna rzeźba autorstwa Ewy Kozubal i Ewy Bone, znajdująca się od lipca 2015 roku na gorzowskim Bulwarze Wschodnim. Przedstawia dojrzałego mężczyznę siedzącego na plażowym krześle i czytającego gazetę, ubranego w kąpielówki, klapki i czapkę rybacką (w pierwotnym założeniu posiada również okulary). Rzeźba ta ma na celu wzbogacać wizualnie przestrzeń bulwaru, podkreślać jego rekreacyjny charakter oraz zacierać granicę między galerią, a przestrzenią miejską. Wykonana została z żywicy poliestrowej. Zwyczajowo nazywana jest przez mieszkańców „Januszem” bądź „Januszem Gorzowskim”.

### Rzeźba przy alei Jagiełły
(tekst do opracowania)

### Rzeźba przy ulicy Drzymały
(tekst do opracowania)
Tzw. „Kamień filozoficzny”

### Rzeźby w Parku Wiosny Ludów
Rzeźby, autorstwa Zofii Bilińskiej ustawione podczas renowacji Parku przedstawiają Nimfy Wodne które umieszczone są na niewielkim cokoliku. Wykonane są z jasnego kamienia.

### Rzeźba „Macierzyństwo”
Rzeźba ta powstała dzięki plenerowi artystycznemu przeprowadzonemu w 1997 r. w ramach obchodów 740-lecia Miasta Gorzowa. Wykonana jest z jasnego kamienia z zarysem matki z dzieckiem. Ustawiona jest w pobliżu Szpitala Dziecięcego przy ul. Franciszka Walczaka. Autorem tej rzeźby jest znana gorzowska rzeźbiarka Zofia Bilińska.

### Rzeźba na skwerze przy Empik-u
Rzeźba ta powstała podczas pleneru artystycznego organizowanego z okazji 740-lecia Miasta Gorzowa oraz Dni Gorzowa w 1997 r. Autorem tej rzeźby jest Wojciech Nawrocki.

### Rzeźba w Parku Wolności
(tekst do opracowania)